# Chitonidae
Chitonidae is een familie keverslakken.
Chitondiae zijn middelgrote tot grote dieren.  Zo is Acanthopleura gemmata (Blainville, 1825) tot 150 millimeter groot.  De platen hebben een duidelijke, opvallende sculptuur en aan de buitenzijde ingekerfde insertieranden. De zoom is leerachtig of met schubben, borstels en stekels. Deze familie is wereldwijd vertegenwoordigd.

## Taxonomie
De volgende onderfamilies en geslachten zijn bij de familie ingedeeld:
- Onderfamilie Acanthopleurinae Dall, 1889
  - Geslacht Acanthopleura Guilding, 1829
    - = Acanthozostera Iredale & Hull, 1926

  - Geslacht Enoplochiton Gray, 1847
  - Geslacht Liolophura Pilsbry, 1893
  - Geslacht Squamopleura Nierstrasz, 1905
- Onderfamilie Chitoninae Rafinesque, 1815
  - Geslacht Chiton Linnaeus, 1758
    - = Mucrosquama Iredale & Hull, 1926
    - = Oscabrion Herrmannsen, 1847
    - = Tegulaplax Iredale & Hull, 1926

  - Geslacht Radsia Gray, 1847
  - Geslacht Rhyssoplax Thiele, 1893
    - = Anthochiton Thiele, 1893

  - Geslacht Sypharochiton Thiele, 1893
  - Geslacht Gymnoplax Gray, 1821 (taxon inquirendum)
- Onderfamilie Rapanuiinae Dell'Angelo, Raines & Bonfitto, 2004
  - Geslacht Rapanuia Dell'Angelo, Raines & Bonfitto, 2004
- Onderfamilie Toniciinae Pilsbry, 1893
  - Geslacht Lucilina Dall, 1882
  - Geslacht Onithochiton Gray, 1847
    - = Onithella Mackay, 1933

  - Geslacht Tonicia Gray, 1847

## Afbeeldingen

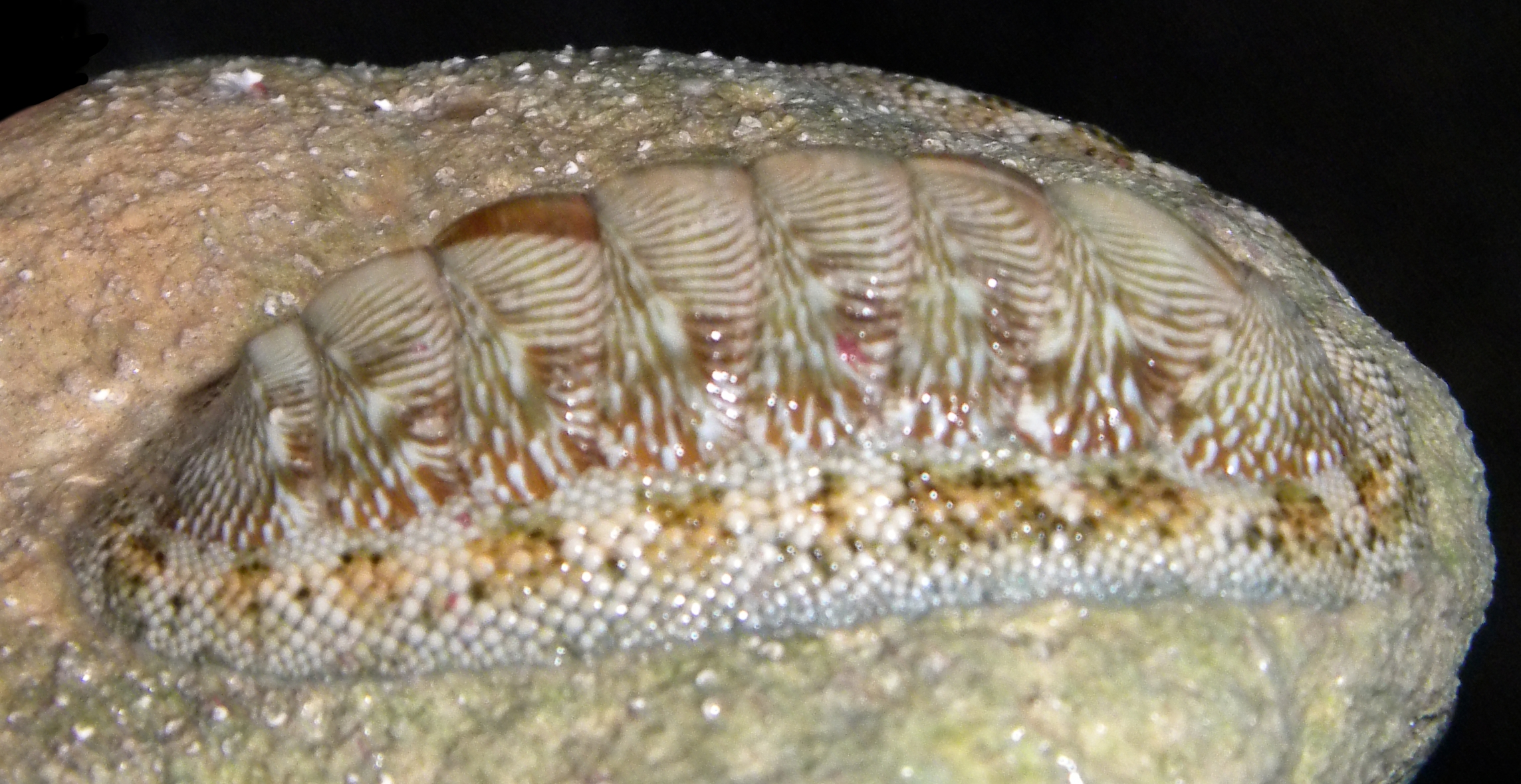
Chiton tuberculatus
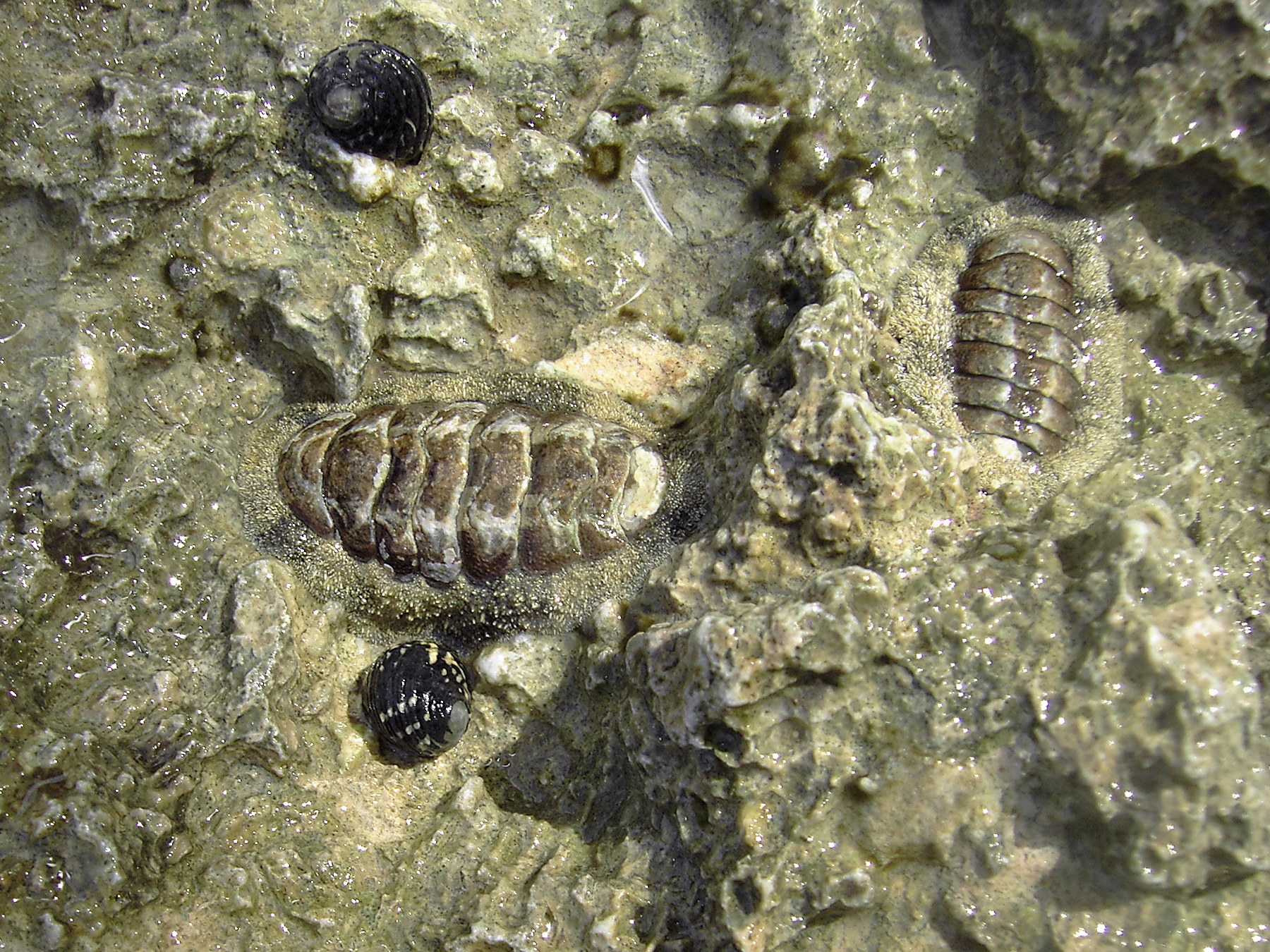
Acanthopleura granulata
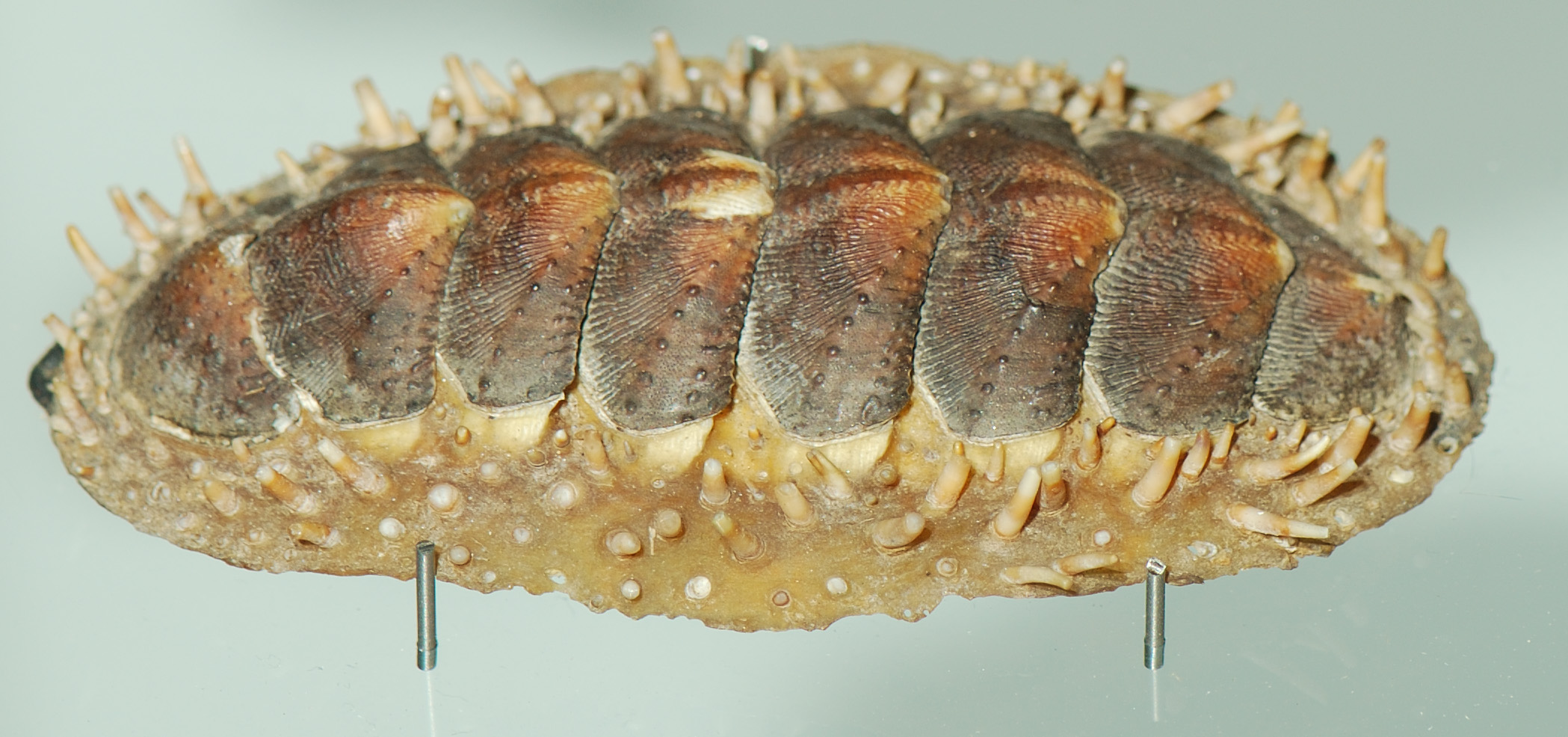
Acanthopleura spinosa